# Beadnos-Nunatak
Der Beadnos-Nunatak (bulgarisch нунатак Беаднос nunatak Beadnos) ist ein 2120 m hoher Nunatak im westantarktischen Ellsworthland. Er ragt 6,64 km südöstlich des Helfert-Nunataks, 20,78 km westsüdwestlich des Mursalitsa Peak, 29 km westlich des Mount Dalrymple und 9 km nordwestlich des Kowil-Nunataks aus den Eismassen westlich des nordzentralen Teils der Sentinel Range im Ellsworthgebirge auf.
US-amerikanische Wissenschaftler kartierten ihn 1961. Die bulgarische Kommission für Antarktische Geographische Namen benannte ihn 2014 nach der mittelalterlichen Festung Beadnos im Süden Bulgariens.